# Vogelbekdieren
De vogelbekdieren (Ornithorhynchidae) zijn de enige nog levende familie uit de onderorde der vogelbekdierachtigen en zijn samen met de mierenegels de enige nog levende cloacadieren (eierleggende zoogdieren). Tegenwoordig leeft er nog maar één soort, het vogelbekdier (Ornithorhynchus anatinus), in waterrijke gebieden in het oosten van Australië, inclusief Tasmanië en enkele andere eilandengroepen. 
Er zijn twee fossiele geslachten bekend uit Australië, maar ook twee uit Patagonië (Argentinië). Dharragarra is het oudst bekende vogelbekdier.  De fossiele geslachten (Obdurodon uit Australië en Monotrematum en Patagorhynchus uit Argentinië) verschillen niet veel van het hedendaagse geslacht Ornithorhynchus. Volwassen dieren van de uitgestorven soorten hebben echter volledig ontwikkelde en functionele tanden, terwijl bij het hedendaagse vogelbekdier enkel zeer jonge dieren tanden hebben.

## Systematiek
- Familie Ornithorhynchidae (Vogelbekdieren)
  - Geslacht Dharragarra † (Krijt van Australië)
    - Dharragarra aurora †

  - Geslacht Monotrematum † (Paleoceen van Argentinië)
    - Monotrematum sudamericanum †

  - Geslacht Obdurodon † (Oligoceen en Mioceen van Australië)
    - Obdurodon dicksoni †
    - Obdurodon insignis †
    - Obdurodon tharalkooschild †

  - Geslacht Ornithorhynchus
    - Vogelbekdier (Ornithorhynchus anatinus)

  - Geslacht Patagorhynchus † (Krijt van Argentinië)
    - Patagorhynchus pascuali †